# Louis Ehlert

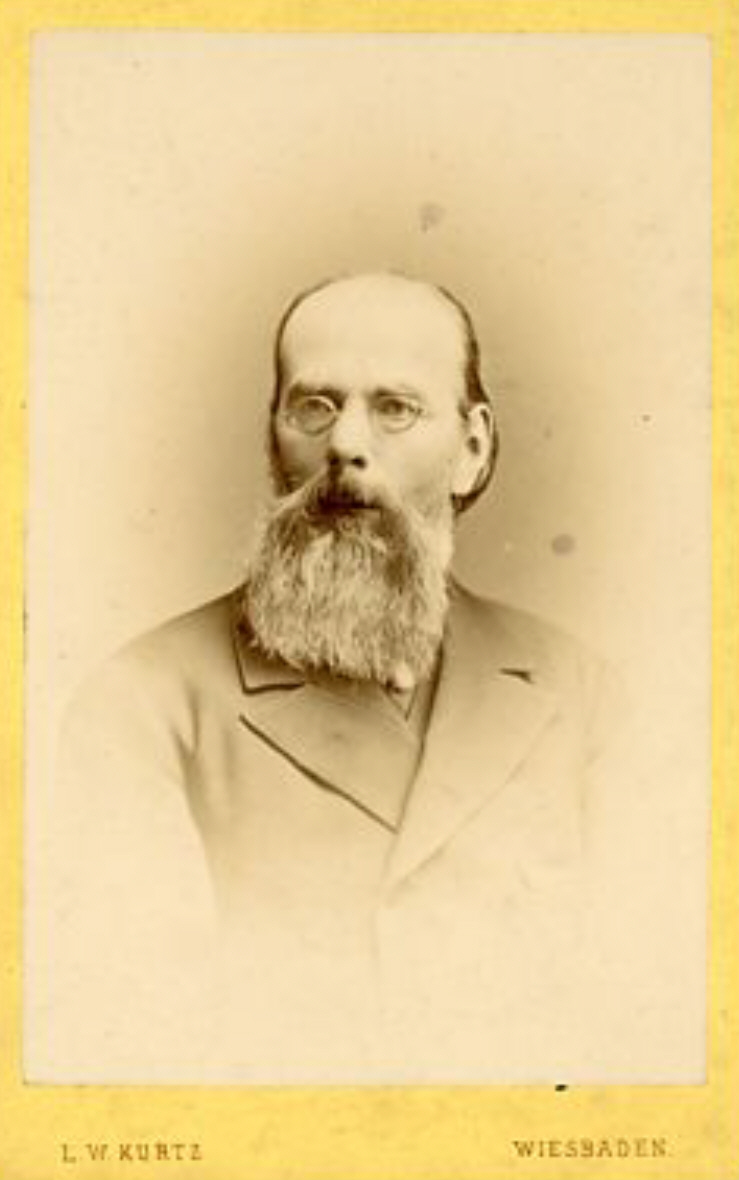
Louis Ehlert

Louis Ehlert (* 23. Januar 1825 in Königsberg i. Pr.; † 4. Januar 1884 in Wiesbaden) war ein deutscher Komponist und Musikkritiker.

## Leben
Ehlert studierte ab 1845 am Leipziger Konservatorium unter Robert Schumann und Felix Mendelssohn Bartholdy. Seit 1850 lebte er in Berlin, wo er Lehrer an der von Carl Tausig gegründeten Schule des höheren Klavierspieles wurde. Von 1863 bis 1865 lebte er in Florenz. Wieder in Berlin, widmete er sich der Komposition und Musikschriftstellerei. Später war er in Meiningen Lehrer der Kinder von Georg II. (Sachsen-Meiningen). Zuletzt war er in Wiesbaden tätig. 
Von 1852 bis 1857 war er Dozent für Klavier am Stern’schen Konservatorium.
Er komponierte eine Frühlingssymphonie, eine Ouvertüre zum Wintermärchen, ein Requiem für ein Kind sowie zahlreiche Klavierstücke, Chorwerke und Lieder.